# Park Jeong-eun
Park Jeong-eun (박정은?; Seul, 14 gennaio 1977) è un'ex cestista sudcoreana.

## Carriera
Con la Corea del Sud ha disputato quattro Olimpiadi (1996, 2000, 2004, 2008) e tre Campionati del mondo (1998, 2002, 2010).